# 門島站
門島站（日语：／ Kadoshima eki */?）是位於長野縣下伊那郡泰阜村門島，東海旅客鐵道（JR東海）的飯田線車站。

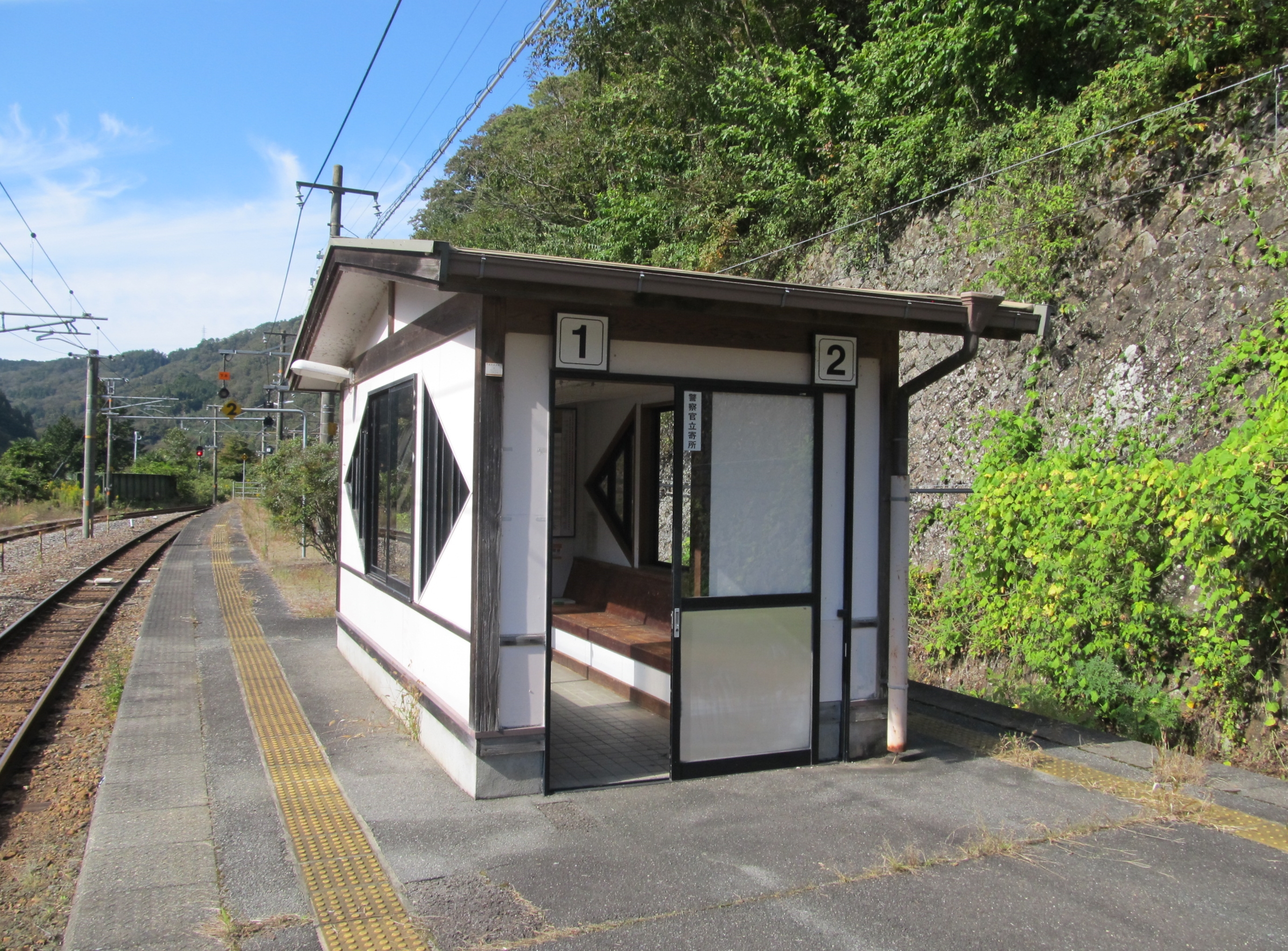
候車室(2022年10月)

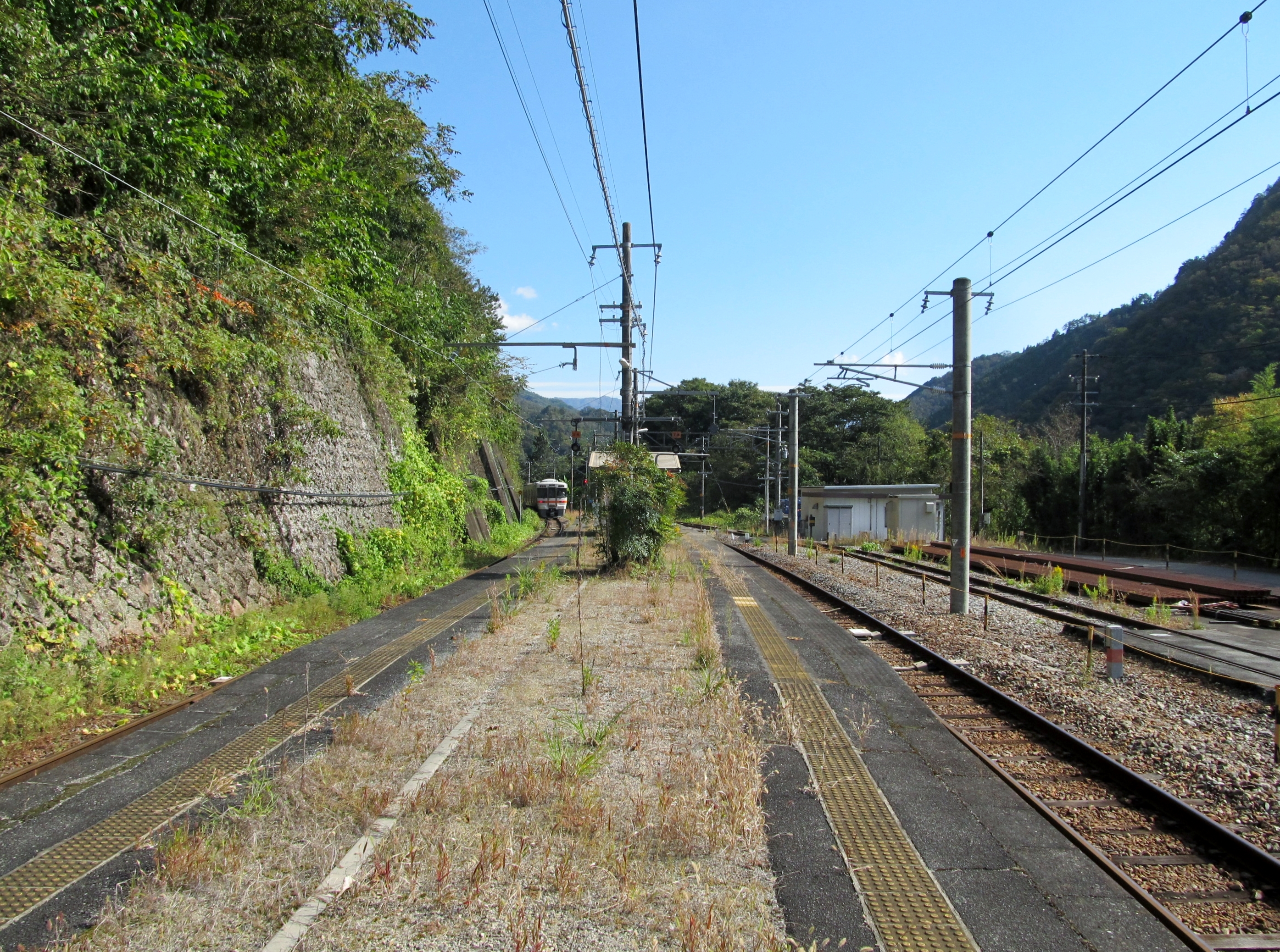
月台(2022年10月)

## 歷史
此站在啟用後，使用了鐵路運送建設泰阜水壩的建材，代替船運。
- 1932年（昭和7年）10月30日 - 三信鐵道（日语：三信鉄道）此站至天龍峽站之間開通，此站啟用[1]。為一般車站。
- 1935年（昭和10年）11月15日 - 三信鐵道此站至溫田站之間開通。
- 1943年（昭和18年）8月1日 - 三信鐵道被國有化，成為飯田線的一部分。
- 1971年（昭和46年）12月1日 - 結束貨物和行李起卸業務，為旅客車站。
- 1984年（昭和59年）2月24日 - 飯田線南部CTC化，此站成為無人車站。
- 1987年（昭和62年）4月1日 - 伴隨國鐵分割民營化，車站由東海旅客鐵道（JR東海）營運。
- 1997年（平成9年）12月15日 - 車站大樓被拆毀[1]。
- 2013年（平成25年）
  - 9月 - 受到颱風萬宜影響，平岡站至天龍峽站之間暫停營業，使用巴士代行。
  - 10月10日 - 天龍峽站至平岡站之間重開。

## 車站構造

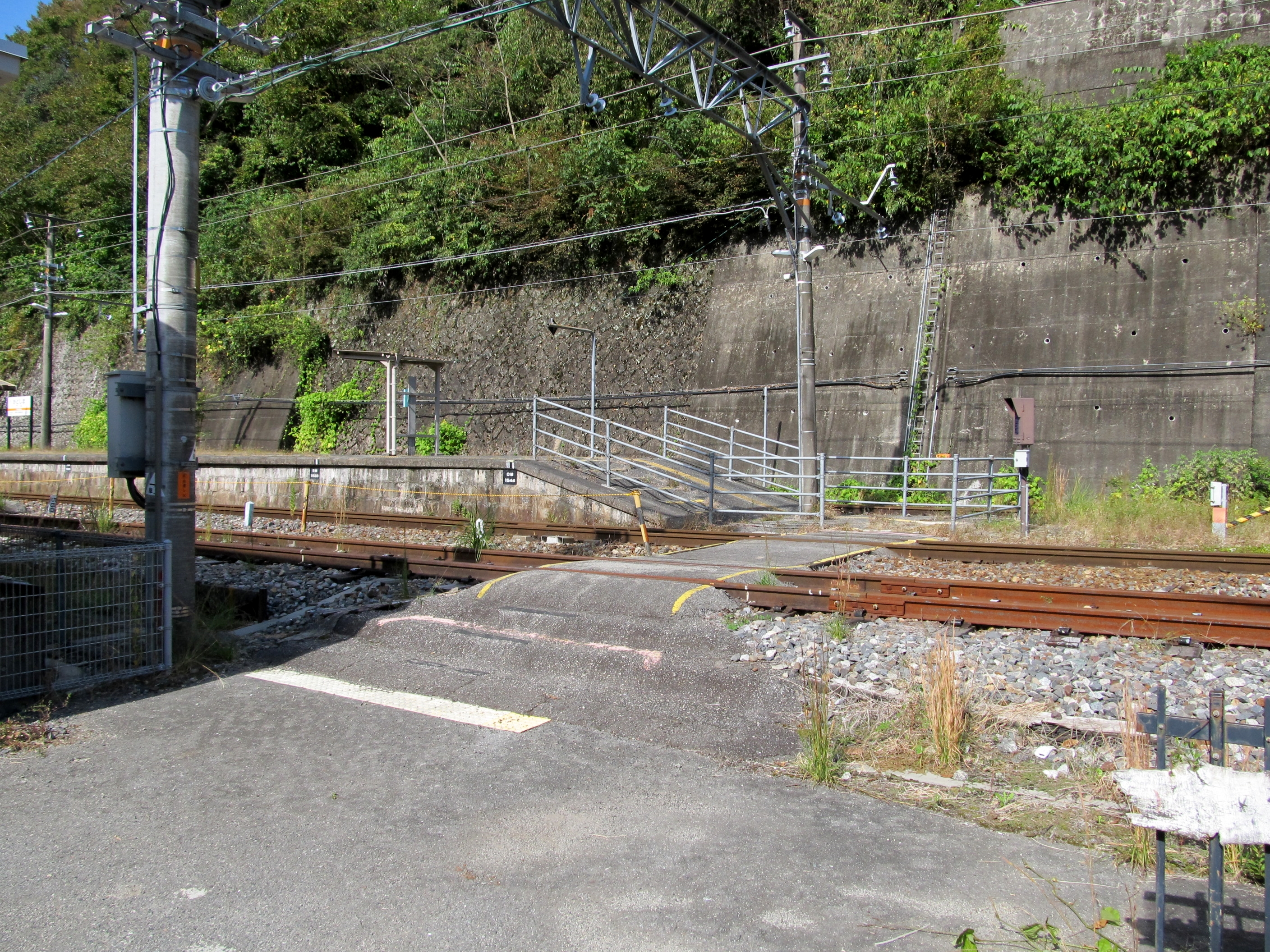
平交道(2022年10月)

車站是一座地面車站，設有1面2線島式月台，可進行列車交會。月台靠近平岡一方設有警報機的站內平交道。
此站由飯田站管理的無人車站。此站沒有車站大樓，在月台上設有候車室。

### 月台
| 月台 | 路線   | 上下行 | 方向               |
| ---- | ------ | ------ | ------------------ |
| 1    | 飯田線 | 下行   | 天龍峽、飯田方向   |
| 2    | 飯田線 | 上行   | 中部天龍、豐橋方向 |

## 使用狀況
根據「長野縣統計書」，以下為1日平均乘車人次列表：
| 年度 | 1日平均 乘車人次 |
| ---- | ---------------- |
| 2007 | 17               |
| 2009 | 12               |
| 2010 | 16               |
| 2011 | 11               |
| 2012 | 12               |
| 2013 | 9                |
| 2014 | 6                |
| 2015 | 7                |
| 2016 | 4                |
| 2017 | 5                |

## 車站周邊
此站不單是只服務泰阜村，於天龍川對面岸的阿南町富草地區也是服務範圍。
- 泰阜村公所
- 天龍川
- 泰阜水壩（日语：泰阜ダム）[1]

## 相鄰車站
東海旅客鐵道（JR東海）
 飯田線
■快速（只有上行班次）、■普通
溫田－田本（※）－門島－唐笠
（※）部分普通列車通過田本站。

## 注腳
1. 1 2 3 4 5 6 7 8 9 10 11 12 13 14 15  信濃毎日新聞社出版部. . 信濃毎日新聞社. 2011-07-24: 227. ISBN 9784784071647.
2. 1 2  採用車站時間表的方向資訊。詳情參見JR東海官方網站的各站時間表 （页面存档备份，存于）（截至2015年1月）。
3. ↑   (PDF). 長野縣企画振興部情報政策課統計室.   [2019-03-15]. （原始内容 (PDF)存档于2019-03-25） （日语）.
4. ↑   (PDF). 長野縣企画振興部情報政策課統計室.   [2020-03-14]. （原始内容 (PDF)存档于2021-01-15） （日语）.